# Strauchkronwicke
Die Strauchkronwicke (Hippocrepis emerus), meist Strauchwicke genannt, ist eine Pflanzenart aus der Gattung Hippocrepis innerhalb der Familie der Hülsenfrüchtler (Fabaceae).

## Trivialnamen
Sie wird auch als Strauchige Kronwicke oder Strauchiger Hufeisenklee bezeichnet. Weitere Trivialnamen sind Skorpionspeltschen und Skorpionswicke.

## Beschreibung

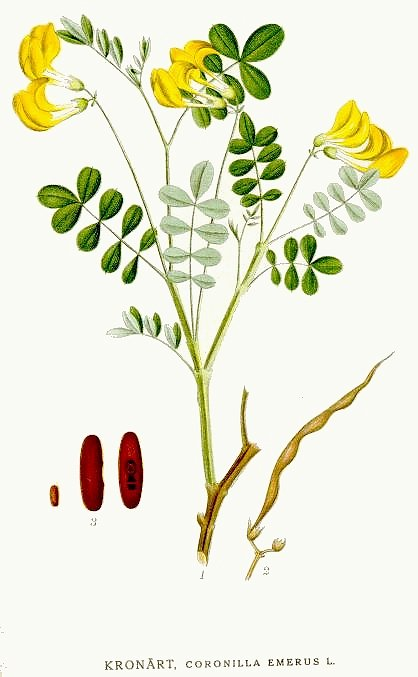
Illustration

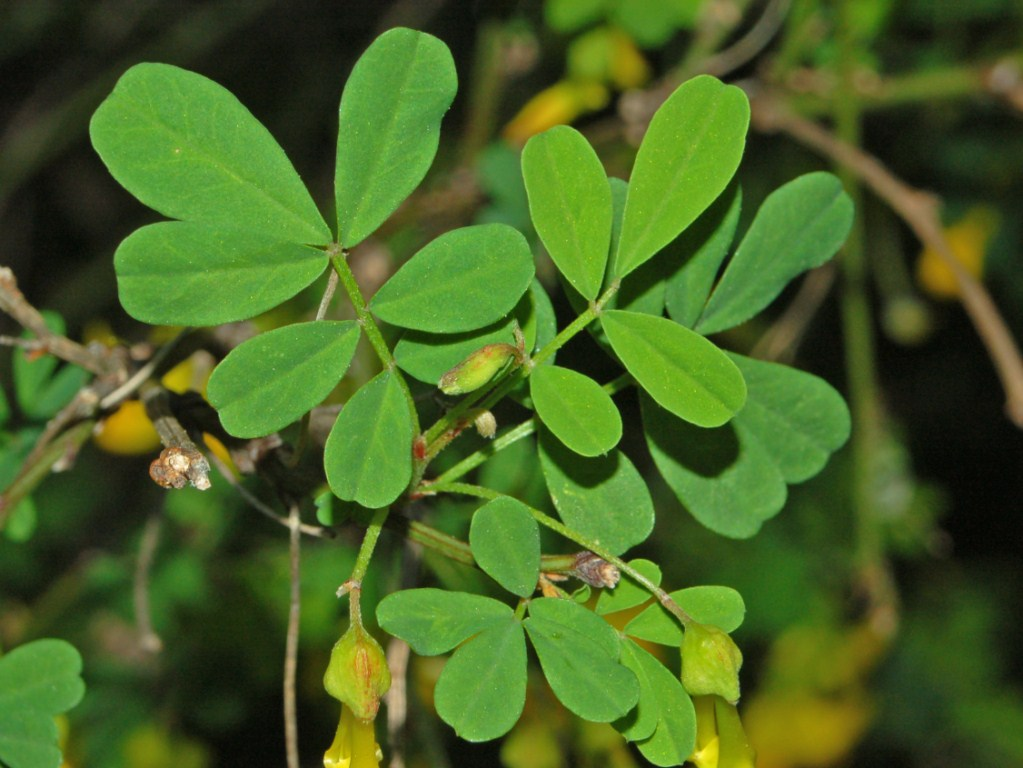
Unpaarig gefiederte Laubblätter

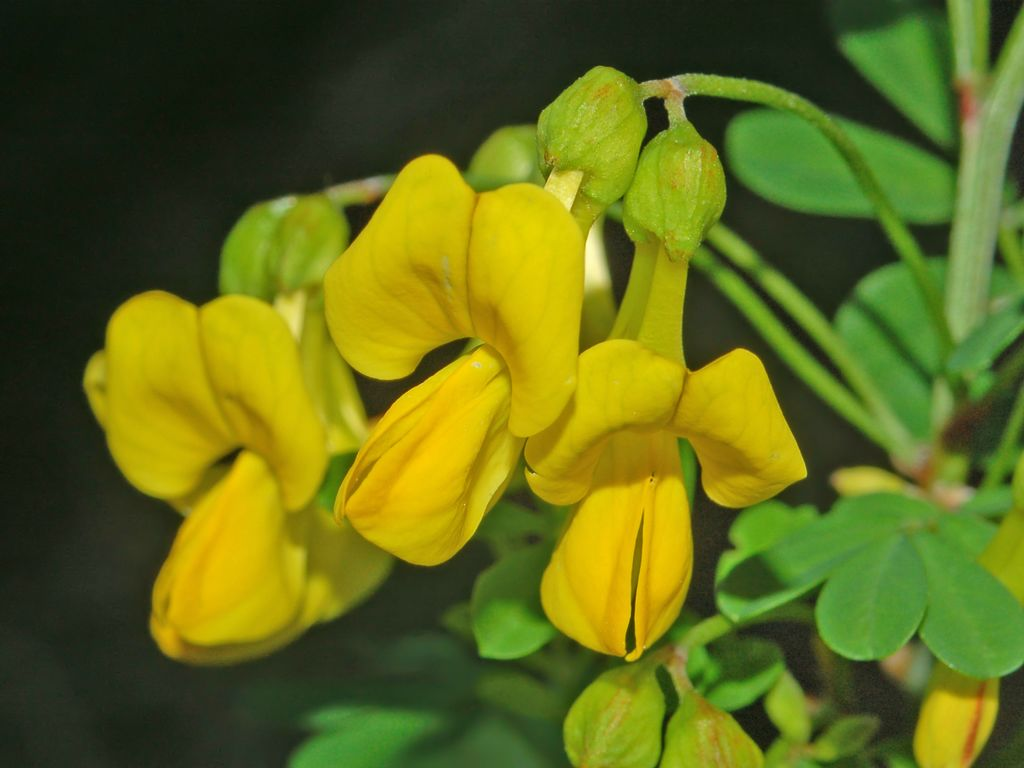
Zygomorphe Blüten

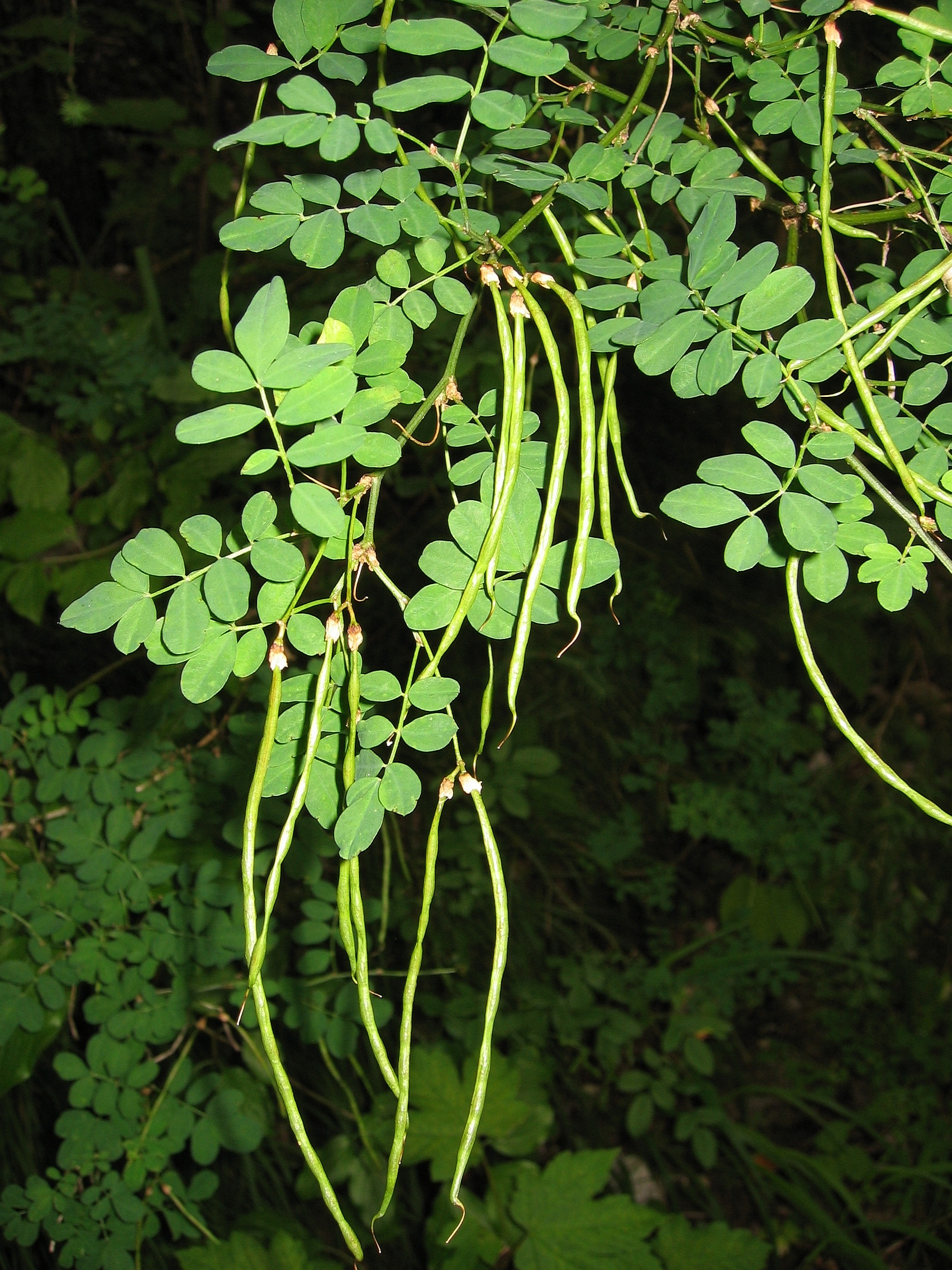
Zweige mit Früchten

### Vegetative Merkmale
Die Strauchkronwicke wächst je nach Standort als sommergrüner bis meist immergrüner, relativ kleiner Strauch und erreicht Wuchshöhen von 50 bis 200 Zentimetern. Die kantigen Zweige sind grün.
Die wechselständig angeordneten Laubblätter sind in Blattstiel und Blattspreite gegliedert. Die kahlen Blattspreiten sind unpaarig gefiedert mit fünf bis neun Fiederblättern (zwei bis vier Fiederpaare plus Endfieder). Die grünen bis mattgrasgrünen Fiederblätter sind bei einer Länge von 1 bis 2 Zentimetern verkehrt-eiförmig oder oval. Die freien Nebenblätter sind 1 bis 2 Millimeter lang, stachelspitzig und häutig.

### Generative Merkmale
Die Blütezeit reicht je nach Standort von April, meist bis Juli. Die nickenden Blüten befinden sich meist zu zweit (je nach Unterart einzeln bis zu acht) in einem Blütenstand.
Die zwittrige Blüte ist zygomorph und fünfzählig mit doppelter Blütenhülle. Die fünf Kelchblätter sind glockenförmig verwachsen und der Kelch endet zweilippig mit verschieden langen Kelchzähnen. Die Blütenkrone hat die typische Forme einer Schmetterlingsblüte und ist 14 bis 20 Millimeter lang. Die fünf gelben Kronblätter sind „genagelt“, d. h., sie besitzen einen langen Stiel („Nagel“) und eine „Platte“. Der Nagel ist zwei- bis dreimal so lang wie der Kelch. Zwischen dem Nagel der Fahne und dem Nagel der Flügel ist in der Seitenansicht eine große Lücke erkennbar. Der Nagel der Fahne umgibt den Nagel des Schiffchens.
Die hängenden Hülsenfrüchte sind bei einer Länge von 5 bis 11 Zentimetern länglich-zylindrisch oder schmal-linealisch und kaum eingeschnürt = schwach gegliedert. Bei der Reife zerfallen die Bruchfrüchte in drei bis zwölf 8 bis 11 Millimeter lange, einsamige Teilfrüchte.

### Chromosomensatz
Die Chromosomengrundzahl beträgt x =7; es liegt Diploidie mit einer Chromosomenzahl von 2n = 14 vor.

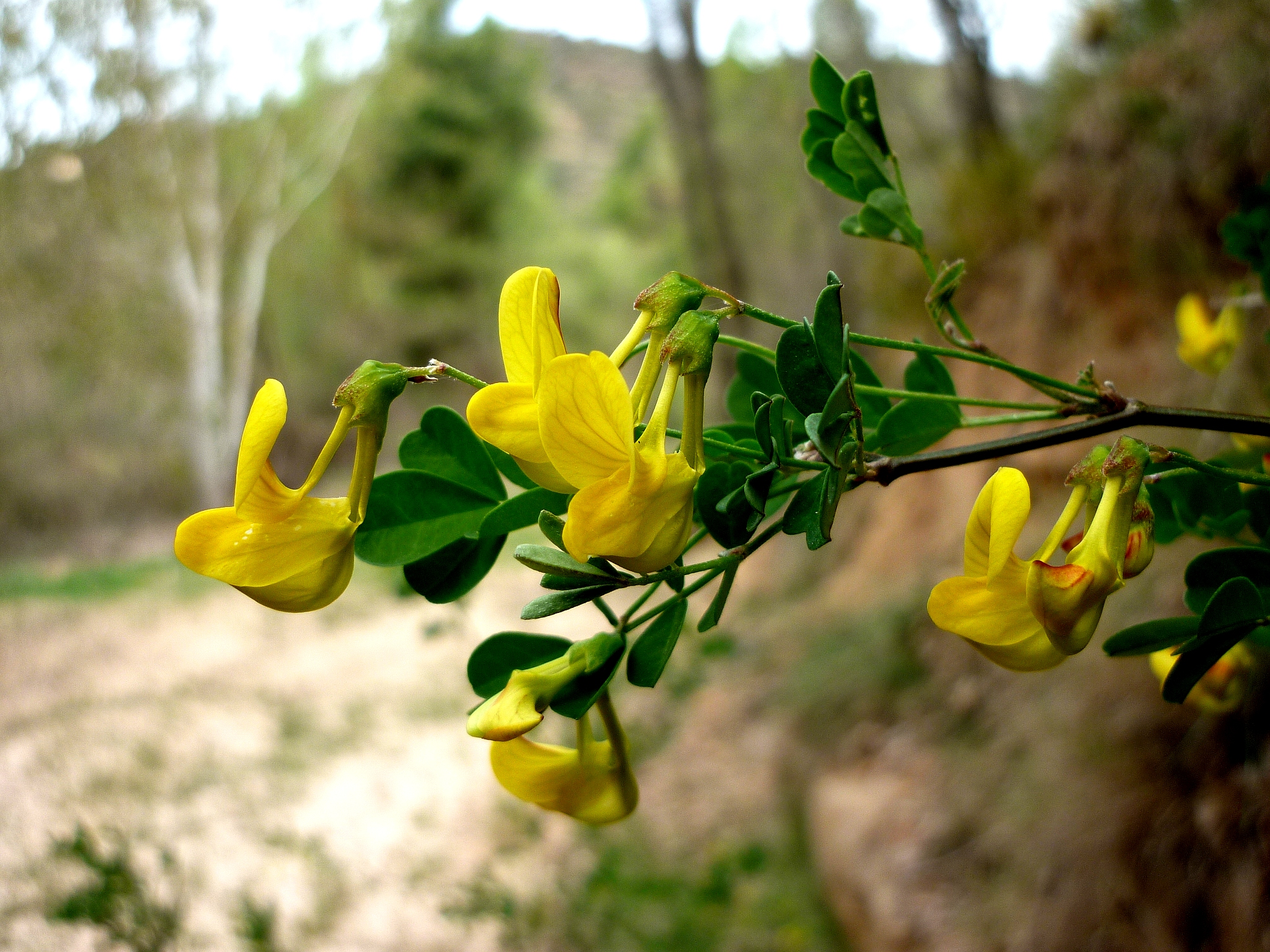
Strauchkronwicke

## Ökologie
Bei der Strauchwicke handelt sich um einen mesomorphen, skleromorphen Nanophanerophyten, bei denen liegen Überdauerungsknospen an verholzten Sprossachsen, die ein stammloses System aus Ästen mit starker basaler Verzweigung bilden.
Die Vermehrung erfolgt selten vegetativ, sondern meist generativ.
Blütenökologisch handelt es sich um Schmetterlingsblumen vom Fabaceentyp mit Bürsteneinrichtung. Die Blüten sind homogam, männliche und weibliche Blütenorgane sind gleichzeitig entwickelt. Bestäuber sind Hummeln. Belohnung ist Nektar. Es ist obligate Fremdbefruchtung erforderlich. Die Strauchwicke ist selbstinkompatibel, also wird Selbstbefruchtung und Samenansatz  durch einen genetisch festgelegten Mechanismus verhindert. Dies ist hier gametophytische Selbst-Inkompatibilität, dabei keimen alle Pollen auf der Narbe, aber das Pollenschlauchwachstum stoppt im Griffel, wenn das im haploiden Pollen exprimierte Allel einem der Allele im Griffel entspricht.
Es handelt sich um eine Bruchfrucht, diese Trockenfrucht aus einem Fruchtblatt zerfällt durch Spaltung falscher Scheidewände quer in mehrere stets einsamige, geschlossen bleibende Teilfrüchte. Die Diasporen sind hier also die Teilfrüchte, die durch den Wind ausgebreitet werden (Anemochorie).

## Vorkommen
Das Verbreitungsgebiet erstreckt sich vom nordöstlichen Spanien über die südeuropäischen Länder bis nach Nordeuropa und bis nach Kleinasien sowie nach Nordafrika. Es gibt Fundortangaben für Spanien, Frankreich, die Schweiz, Italien, Österreich, Liechtenstein, Deutschland, Belgien, Norwegen, Schweden, Korsika, Sardinien, Sizilien, Malta, die Tschechoslowakei, das ehemalige Jugoslawien, Ungarn, Bulgarien, Rumänien, Albanien, Griechenland, ostägäische Inseln, Zypern, die Türkei, das Gebiet Libanon-Syrien, Libyen und Tunesien. Sie in Luxemburg, Dänemark, Groß Britannien, Kalifornien und Mauritius ein Neophyt.
Die Strauchkronwicke ist submediterranes Florenelement. Sie ist wärmeliebend und frostempfindlich. Die Strauchkronwicke wächst meist auf sonnigen, warmen Trockenhängen, in Gebüschen, lichten Wäldern und an Waldsäumen. Die Strauchkronwicke gedeiht meist auf sommerwarmen, trockenen oder mäßig trockenen, basenreichen, meist kalkhaltigen, neutral-milden, humosen, flach- oder mittelgründigen steinigen Lehm- oder tiefgründigen Lößböden. Sie ist in Mitteleuropa eine Charakterart des Verbands Berberidion, kommt aber auch in Pflanzengesellschaften der Ordnung Quercetalia pubescentis, des Unterverbands Cephalanthero-Fagenion oder des Verbands Erico-Pinion vor.
Die ökologischen Zeigerwerte nach Landolt et al. 2010 sind in der Schweiz: Feuchtezahl F = 2w (mäßig trocken aber mäßig wechselnd), Lichtzahl L = 3 (halbschattig), Reaktionszahl R = 4 (neutral bis basisch), Temperaturzahl T = 4 (kollin), Nährstoffzahl N = 2 (nährstoffarm), Kontinentalitätszahl K = 4 (subkontinental).

## Systematik
Die Erstveröffentlichung erfolgte 1753 unter dem Namen (Basionym) Coronilla emerus durch Carl von Linné in Species Plantarum, Tomus II, S. 742. Die Neukombination zu Hippocrepis emerus (L.) Lassen wurde 1989 durch Per Lassen in Svensk Botanisk Tidskrift Utgifven af Svenska Botaniska Foreningen. Stockholm, Volume 83, S. 86 veröffentlicht. Das Artepitheton emerus bedeutet „zahm“.
Je nach Autor gibt es von Hippocrepis emerus etwa zwei Unterarten:
- Hippocrepis emerus (L.) Lassen subsp. emerus:[7] Je Blütenstand gibt es meist zwei (ein bis sechs) Blüten pro, Blütenstandsschaft etwa so lang wie die Laubblätter.[4] Sie kommt von der Iberische Halbinsel bis zum Balkan. Sie kommt auch in Österreich vor und ist im Kalkwienerwald häufig, sonst zerstreut bis selten in allen Bundesländern. Sie ist in Deutschland in der Liste der gefährdeten Pflanzenarten als 3 = „Gefährdet“ eingestuft.[9][10]
- Langstielige Strauchkronwicke (Hippocrepis emerus subsp. emeroides (Boiss. & Spruner) Greuter & Burdet):[7] Je Blütenstand gibt es bis zu acht Blüten und die Blütenstandsschäfte deutlich länger.[4] Sie kommt von Süditalien bis Südwestasien vor.

## Nutzung
Die Strauchkronwicke wird auch gelegentlich als Zierpflanze verwendet.